# Bahnstrecke Bern–Thun
| Lorraineviadukt in Bern |                      |                                 |                                 |
| Streckennummer (BAV): | 290                  |                                 |                                 |
| Fahrplanfeld: | 301                  |                                 |                                 |
| Streckenlänge: | 31 km                |                                 |                                 |
| Spurweite: | 1435 mm (Normalspur) |                                 |                                 |
| Stromsystem: | 15 kV 16,7 Hz ~      |                                 |                                 |
| Maximale Neigung: | 11 ‰                 |                                 |                                 |
| Streckengeschwindigkeit: | 160 km/h             |                                 |                                 |
| Zweigleisigkeit: | ja                   |                                 |                                 |
| |                      |                                 |                                 |
| \| \| \| von Freiburg \| \| \| \| 106,13 \| Bern \| Bern \| \| \| \| nach Solothurn \| \| \| \| \| Rote Brücke \| \| \| \| \| Lorraineviadukt \| 1080 m \| \| \| \| \| \| \| \| \| \| \| \| \| 103,33108,58 \| \| \| \| \| 108,98 \| Bern Wankdorf \| Bern Wankdorf \| \| \| 109,48 \| nach Olten \| nach Olten \| \| \| 110,77 \| Ostermundigen \| Ostermundigen \| \| \| \| Steinbruch \| \| \| \| \| \| \| \| \| \| RBS von Bern \| \| \| \| 113,96 \| Gümligen \| Gümligen \| \| \| \| RBS nach Worb Dorf \| \| \| \| 115,50 \| nach Luzern \| nach Luzern \| \| \| 116,63 \| Allmendingen (1922–1982) \| Allmendingen (1922–1982) \| \| \| 119,04 \| Rubigen \| Rubigen \| \| \| 122,13 \| Münsingen \| Münsingen \| \| \| 125,73 \| Wichtrach \| Wichtrach \| \| \| 128,30 \| Kiesen \| Kiesen \| \| \| \| Uttigenbrücke über die Aare \| \| \| \| 131,10 \| Uttigen \| Uttigen \| \| \| 134,10 \| BLS-GTB von Belp \| BLS-GTB von Belp \| \| \| \| BLS-BTB von Burgdorf \| \| \| \| 137,02 \| Thun \| 559,2 m ü. M. \| \| \| 137,59 \| Scherzligen \| 559,8 m ü. M. \| \| \| \| BLS-TSB nach Spiez – Interlaken \| \| |                      |                                 |                                 |
| Strecke |                      | von Freiburg                    | von Freiburg                    |
| Bahnhof · Kopfbahnhof Streckenanfang (im Tunnel) | 106,13               | Bern                            | Bern                            |
| Strecke von links (außer Betrieb) · Abzweig geradeaus und ehemals nach rechts · Strecke nach links (im Tunnel) |                      | nach Solothurn                  | nach Solothurn                  |
| Brücke über Wasserlauf (Strecke außer Betrieb) · Strecke |                      | Rote Brücke                     | Rote Brücke                     |
| Strecke (außer Betrieb) · Brücke über Wasserlauf |                      | Lorraineviadukt                 | 1080 m                          |
| Strecke nach links (außer Betrieb) · Abzweig geradeaus und ehemals von rechts |                      |                                 |                                 |
| Strecke von links (außer Betrieb) · Abzweig geradeaus und ehemals nach rechts |                      |                                 |                                 |
| Strecke (außer Betrieb) · Abzweig geradeaus und nach links · Strecke von rechts | 103,33108,58         |                                 |                                 |
| Strecke (außer Betrieb) · Bahnhof · Bahnhof | 108,98               | Bern Wankdorf                   | Bern Wankdorf                   |
| Abzweig geradeaus und von links · Abzweig quer und nach links | 109,48               | nach Olten                      | nach Olten                      |
| ehemaliger Bahnhof · Bahnhof | 110,77               | Ostermundigen                   | Ostermundigen                   |
| Abzweig geradeaus und ehemals nach links · Kreuzung (Querstrecke außer Betrieb) · Strecke quer (außer Betrieb) |                      | Steinbruch                      | Steinbruch                      |
| Strecke nach links · Abzweig geradeaus und von rechts |                      |                                 |                                 |
| Strecke quer · Kreuzung geradeaus unten · Strecke von rechts |                      | RBS von Bern                    | RBS von Bern                    |
| Bahnhof · Haltepunkt / Haltestelle | 113,96               | Gümligen                        | Gümligen                        |
| Strecke · Strecke nach links |                      | RBS nach Worb Dorf              | RBS nach Worb Dorf              |
| Abzweig geradeaus und nach links | 115,50               | nach Luzern                     | nach Luzern                     |
| ehemaliger Haltepunkt / Haltestelle | 116,63               | Allmendingen (1922–1982)        | Allmendingen (1922–1982)        |
| Bahnhof | 119,04               | Rubigen                         | Rubigen                         |
| Bahnhof | 122,13               | Münsingen                       | Münsingen                       |
| Bahnhof | 125,73               | Wichtrach                       | Wichtrach                       |
| Bahnhof | 128,30               | Kiesen                          | Kiesen                          |
| Brücke über Wasserlauf |                      | Uttigenbrücke über die Aare     | Uttigenbrücke über die Aare     |
| Bahnhof | 131,10               | Uttigen                         | Uttigen                         |
| Abzweig geradeaus und von rechts | 134,10               | BLS-GTB von Belp                | BLS-GTB von Belp                |
| Abzweig geradeaus und von links |                      | BLS-BTB von Burgdorf            | BLS-BTB von Burgdorf            |
| Bahnhof | 137,02               | Thun                            | 559,2 m ü. M.                   |
| ehemaliger Bahnhof | 137,59               | Scherzligen                     | 559,8 m ü. M.                   |
| Strecke |                      | BLS-TSB nach Spiez – Interlaken | BLS-TSB nach Spiez – Interlaken |

Die Bahnstrecke Bern–Thun ist eine doppelspurige, elektrifizierte Bahnstrecke durch das Aaretal im Kanton Bern. Sie ist Teil der Lötschberg-Simplon-Achse zwischen Deutschland und Italien. Sie wurde 1859 von der Schweizerischen Centralbahn eröffnet.

## Geschichte
Die Strecke von Bern nach Thun wurde am 1. Juli 1859 von der Schweizerischen Centralbahn (SCB) eröffnet. Die eigentliche Strecke beginnt im Wylerfeld und benützt bis zum Bahnhof Bern die 1857 bzw. 1860 eröffnete Strecke von Olten. 1861 wurde sie um etwas mehr als einen Kilometer von Thun nach Scherzligen verlängert, wo Anschluss auf die Dampfschiffe auf dem Thunersee bestand. Diese waren zunächst die einzige Möglichkeit für die Weiterfahrt. Für Güterwagen wurde 1873 ein Fährbetrieb zum Bahnhof Därligen der Bödelibahn eingerichtet, welche damals im Inselbetrieb verkehrte. Erst 1893 eröffnete die Thunerseebahn die Verbindungsstrecke nach Därligen. Mit dem Neubau des Bahnhofes Thun (1923) zwischen den beiden alten Thuner Bahnhöfen und dem Bau des Schifffahrtskanals (1925) verloren die beiden alten Bahnhöfe ihre bisherige Funktion. Der alte Bahnhof Thun wurde in eine Abstellanlage umgebaut. Der Bahnhof Scherzligen wurde als Tarifpunkt stillgelegt und als Anschlussgleise in den neuen Bahnhof integriert.
Die Centralbahn war eine der grossen Privatbahnen, die 1902 verstaatlicht wurden. Per 1. Januar 1902 ging die Strecke daher in den Besitz der Schweizerischen Bundesbahnen (SBB) über.
Die Strecke zwischen Bern Wylerfeld und Ostermundigen wurde 1912 um zirka 550 Meter in nordöstlicher Richtung stadtauswärts verlegt. Die nun als Doppelspur gebaute neue Strecke konnte am 20. Mai 1912 in Betrieb genommen werden. Die alte Strecke führte vom westlichen Weichenkopf der heutigen Abstellanlage Wylerfeld, südlich der Grossen Allmend vorbei, nach Ostermundigen. Der östliche Teil der alten Strecke wird heute noch gelegentlich für den Güterverkehr genutzt.
Mit der Eröffnung der Lötschberg-Bergstrecke 1913 erlangte die Strecke als Zubringer zur Simplonstrecke Bedeutung für den Transitverkehr nach Italien. Sie wurde darauf bis 1921 schrittweise auf Doppelspur ausgebaut und 1918/1919 elektrifiziert. Der erste Streckenteil Thun–Scherzligen konnte ab dem 2. Dezember 1918 elektrifiziert werden, um den Zügen der BLS die Einfahrt in den Bahnhof Thun zu ermöglichen. Am 7. Juli 1919 folgte die restliche Strecke nach Bern. Es war die erste Strecke der SBB, die nicht nur als Versuchsstrecke, sondern definitiv mit Einphasenwechselstrom mit 15'000 Volt Spannung und einer Frequenz von 16,7 Hertz betrieben wurde. Dass die Strecke vor der Gotthardstrecke elektrifiziert wurde, lag daran, dass hier der Strom vom schon 1913 fertiggestellten Kraftwerk der BLS bezogen werden konnte, während am Gotthard die Kraftwerke zuerst noch erstellt werden mussten.
Bis zum Bau und zur Inbetriebnahme des Lorraineviadukts 1941 war die Strecke entlang der Dammstrasse/Westring und über die Rote Brücke in den Bahnhof Bern eingeführt worden. Die neue Linie ist als doppelte Doppelspur ausgeführt worden, womit seit 1941 zwischen dem Hauptbahnhof Bern und dem Wylerfeld vier Streckengleise zur Verfügung stehen.
Am 21. Mai 1967 wurde die Verbindungslinie Löchligut–Wankdorf in Betrieb genommen. Sie beendete das Umspannen von (Transit-)Güterzügen mit Spitzkehre in Bern Wylerfeld, denn nun war es möglich, mit den Güterzügen direkt von Zollikofen nach Ostermundigen zu fahren.
Die Kilometrierung wurde von der zuvor eröffneten SCB-Strecke Olten–Bern übernommen, wobei ab dem alten Bahnhof Bern aus gemessen wurde, nicht vom Verzweigungspunkt im Wylerfeld. Der Kilometer 0 der SCB befand sich in Basel (Messstrecke ist Basel–alte Hauensteinlinie–Olten–Herzogenbuchsee–Bern–Thun). Bei der Streckenverlegung 1912 wurde von Ostermundigen her rückwärts eingemessen, was zur Folge hatte, dass bis heute bei der Einmündung im Wylerfeld ein Kilometerfehler existiert.
Auf den Fahrplanwechsel 1982 wurde die Haltestelle Allmendingen aufgehoben. Ersatzweise wurde die Gemeinde mit einer von der VBW/SZB betriebenen Buslinie an den öffentlichen Verkehr angeschlossen. Die Haltestelle war am 20. Juli 1922 eröffnet worden.
Auf der Strecke soll FRMCS erprobt und dafür 43 Antennenstandorte aufgebaut werden. Ein Plangenehmigungsverfahren soll im 2. Quartal 2023 eingereicht werden.

## Unfälle
Am 19. Mai 1941 wurden beim Zusammenstoss zweier Güterzüge in Münsingen die Lokomotive Be 4/7 12502 und 22 Güterwagen zum Teil schwer beschädigt und der Lokomotivführer verletzt. Ein Güterwagen eines aus Bern kommenden Güterzuges war entgleist wegen eines Achsbruchs, als im gleichen Moment ein Gegenzug aus Thun nahte.
Am 23. September 1941 stiess zwischen Kiesen und Wichtrach ein Schnellzug mit hoher Geschwindigkeit bei Nebel mit einem Personenzug zusammen, der wegen einer Baustelle die Weiterfahrt abwarten musste. Elf Personen wurden getötet, 27 zum Teil schwer verletzt.
→ Hauptartikel: Eisenbahnunfall von Kiesen

## Betrieb
Im Fernverkehr wird die Strecke von den InterCitylinien Interlaken–Basel und Brig–Basel/–Zürich–Romanshorn sowie der Eurocitylinie Mailand–Basel befahren. Im Nahverkehr betreibt die BLS AG die Linie S1 der S-Bahn Bern und den RegioExpress Bern–Brig/–Zweisimmen (Lötschberger). Im Güterverkehr dominieren Transitgüterzüge nach Italien, unter anderem solche der Rollenden Landstrasse.